# Luis Gámir
Luis Gámir Casares est un universitaire, haut fonctionnaire et homme politique espagnol du Parti populaire, né le 8 mai 1942 à Madrid et mort le 15 janvier 2017 dans la même ville .

## Biographie
Luis Gámir a tout d'abord étudié le droit à l'Université complutense de Madrid, poursuivant ses études à Oxford où il fut diplômé en commerce extérieur et développement économique. Par la suite, il devint technicien commercial et économiste de l'État, avant d'obtenir la chaire de politique économique de l'université Complutense de Madrid.

### Activité politique
Membre de l'Union du centre démocratique, Luis Gámir fut élu député pour Alicante lors des législatives constituantes du 15 juin 1977. Peu après la formation du deuxième gouvernement d'Adolfo Suárez, il fut nommé secrétaire général technique du ministère de l'Agriculture. Par la suite, il occupa la présidence de la Banque hypothécaire et le secrétariat général pour la Sécurité sociale.
Réélu aux élections générales du 1er mars 1979, il fut nommé, le 3 mai 1980 ministre du Commerce et du Tourisme dans le troisième gouvernement Suárez en remplacement de Juan Antonio García Díez. L'expérience fut cependant de courte durée puisque son portefeuille fut supprimé lors du remaniement ministériel du 9 septembre suivant.
Le 2 décembre 1981, il devint ministre des Transports et des Communications dans le gouvernement de Leopoldo Calvo-Sotelo et conserva ce poste jusqu'à l'entrée en fonction du nouveau gouvernement socialiste, le 3 décembre 1982.
Après la dissolution de l'UCD, consécutive à son grave échec lors des législatives de 1982, Luis Gámir devient membre d'Alliance populaire puis, après sa complète rénovation, du Parti populaire, dont il fut coordinateur général pour l'Économie et membre de la direction à partir de 1991.
À l'occasion des législatives anticipées de 1993, il fit son retour au Congrès des députés en tant que représentant de Murcie. Il fut réélu lors des législatives de 1996 et 2000, puis comme député pour Madrid lors du scrutin de 2004.
Il démissionne de son mandat en 2006 pour devenir vice-président du Conseil de sécurité nucléaire (CSN).

## Distinctions
- Grand-croix de l'ordre d'Isabelle la Catholique